# Вулиця Хлопіна
Вулиця Хлопіна — вулиця в Калінінському районі Санкт-Петербурга. Проходить від Політехнічної до Гжацької вулиці, будучи продовженням вулиці Шателена. Названа на честь російського вченого Віталія Григоровича Хлопіна.

## Будівлі та споруди
- Будинок 8 — Російсько-німецький центр лазерних технологій при Політехнічному університеті[2].
- Будинок 8а (1999) і будинок 8, корпус 3 (2002—2005) — комплекс будівель Санкт-Петербурзького академічного університету ім. Ж. І. Алфьорова РАН. Архітектори Д. Б. Седаков і В. М. Фрайфельд.

- Будинок 11 — Міжвузівська поліклініка № 76
- Будинок 10 — житлові корпуси, гуртожиток та спортивний комплекс технікуму олімпійського резерву, будинок 10д — басейн «Санкт-Петербурзький центр плавання»
- Будинок 15 / Гжацька вул., будинок 4 — навчальний корпус технікуму олімпійського резерву. Цей навчальний заклад було відкрито в 1971 році під назвою Ленінградська школа-інтернат № 62 спортивного профілю. З 1990 року — Училище олімпійського резерву № 1, з 1997 року — Санкт-Петербурзьке училище олімпійського резерву № 1, з 2009 року — Санкт-Петербурзький коледж олімпійського резерву № 1, з 2011 року — Санкт-Петербурзьке училище олімпійського резерву № 1 (СПб УОР № 1). Серед випускників цієї школи чимало чемпіонів і призерів найбільших міжнародних спортивних змагань. На Олімпійських іграх із 1972 року взяло участь понад 130 вихованців коледжу, ними завойовано понад 70 олімпійських медалей, у тому числі понад 20 золотих.

## Перетин
Вулиця Хлопіна перетинає наступні вулиці:
- Політехнічна вулиця
- Гжацька вулиця